# Pholcus taibeli
Pholcus taibeli är en spindelart som beskrevs av Lodovico di Caporiacco 1949. Pholcus taibeli ingår i släktet Pholcus och familjen dallerspindlar.
Artens utbredningsområde är Etiopien. Inga underarter finns listade i Catalogue of Life.